# Kajsa Stål
Kajsa Stål, född 1959, är en svensk journalist, filmare och författare. Hon har varit reporter, programledare och redaktionschef för Kalla fakta mellan starten 1991 fram till 2005. Under sin tid som redaktionschef för TV4:s samhällsprogram Kalla fakta vann programmet Aftonbladets TV-pris i klassen "Samhällsprogram" tre gånger samt Expressens TV-pris en gång. Kalla fakta-redaktionen vann också under hennes redaktionsledning Stora Journalistpriset två gånger, bland annat för trojkan Dyfvermarks, Bergmans och Laurins avslöjande om de avvisade egyptierna.
Stål har gjort TV 4-dokumentärserien Längtans tider (2006), varit medproducent till dokumentärserien om mordet på Olof Palme:Satans Mördare  (1995), samt producerat filmerna "Who cares" och "Human acts" (1990) för Amnesty International för vilka hon fick pris för bästa samhällsprogram. 
Sedan februari 2007 var hon chef på nischkanalen TV4 Fakta och 2012 blev hon TV4-gruppens samhällschef. 2015 startade hon produktionsbolaget Stål Television, som bland annat producerat dokumentären Gåtan Christer Pettersson, som nominerades till Kristallen i dokumentärklassen 2016, dokumentärserien Lill-Babs - Leva Livet. och dokumentären "lasse-berghagen-en-blandning-av-sott-och-salt". Hon var också exekutiv producent 2016 för en serie om Olof Palme. Hösten 2024 utkom hennes debutroman "Djävulen på Dävelsö". 